# Lakeshore Gardens-Hidden Acres
Lakeshore Gardens-Hidden Acres es un lugar designado por el censo ubicado en el condado de San Patricio en el estado estadounidense de Texas. En el Censo de 2010 tenía una población de 504 habitantes y una densidad poblacional de 62,09 personas por km².

## Geografía
Lakeshore Gardens-Hidden Acres se encuentra ubicado en las coordenadas 28°7′37″N 97°52′11″O / 28.12694, -97.86972. Según la Oficina del Censo de los Estados Unidos, Lakeshore Gardens-Hidden Acres tiene una superficie total de 8.12 km², de la cual 5.28 km² corresponden a tierra firme y (34.94%) 2.84 km² es agua.

## Demografía
Según el censo de 2010, había 504 personas residiendo en Lakeshore Gardens-Hidden Acres. La densidad de población era de 62,09 hab./km². De los 504 habitantes, Lakeshore Gardens-Hidden Acres estaba compuesto por el 93.06% blancos, el 0% eran afroamericanos, el 0.4% eran amerindios, el 0.4% eran asiáticos, el 0% eran isleños del Pacífico, el 5.75% eran de otras razas y el 0.4% pertenecían a dos o más razas. Del total de la población el 44.64% eran hispanos o latinos de cualquier raza.